# غريغ روزيدسكي
غريغ روزيدسكي (بالإنجليزية: Greg Rusedski)‏ هو لاعب كرة مضرب بريطاني.

## وصلات خارجية
- غريغ روزيدسكي على موقع IMDb (الإنجليزية)

- غريغ روزيدسكي على موقع رابطة محترفي التنس (الإنجليزية)
- غريغ روزيدسكي على موقع الاتحاد الدولي لكرة المضرب (الإنجليزية)
- غريغ روزيدسكي على موقع كأس ديفيز (الإنجليزية)
- غريغ روزيدسكي على موقع خلاصة التنس.كوم (الإنجليزية)
- غريغ روزيدسكي على موقع إي إس بي إن.كوم (الإنجليزية)
- غريغ روزيدسكي على موقع أوليمبيديا (الإنجليزية)
- غريغ روزيدسكي على موقع اللجنة الأولمبية البريطانية (الإنجليزية)
- معلومات عن اللاعب من موقع البي بي سي